# 博伊尼
49°22′11″N 37°36′41″E / 49.36972°N 37.61139°E
博伊尼（烏克蘭語：Бойні）是位於烏克蘭東部的村莊，由哈爾科夫州伊久姆區的博罗瓦市镇負責管轄。該村始建於1675年，面積0.15平方公里，海拔高度90米，2001年人口73，人口密度每平方公里486.7人。